# Залюбовский, Илья Иванович
Залюбовский Илья Иванович (15 июня 1929, Бутенки, Полтавский округ — 21 февраля 2013, Харьков) — советский и украинский учёный в области экспериментальной ядерной физики, член-корреспондент Национальной академии наук Украины (1988), доктор физико-математических наук (1966), Заслуженный деятель науки и техники УССР (1979), лауреат Государственной премии УССР (1971) и Государственной премии Украины (1993) в области науки и техники.

## Биография
Родился Илья Залюбовский в с. Бутенки Кобеляцкого района Полтавской области.
По окончании средней школы в 1949 году поступил в Харьковский государственный университет имени А. М. Горького, на физико-математический факультет.
С 1952 года начал заниматься научной деятельностью под руководством заведующего кафедрой экспериментальной ядерной физики ядерного отделения физико-математического факультета академика А. К. Вальтера. По окончании университета (1954) поступает в аспирантуру. В это же время начал преподавательскую деятельность.
В 1962 году молодой доцент Илья Залюбовский становится первым деканом физико-технического факультета, созданного на базе ядерного отделения физико-математического факультета.
В 1963—1965 годах в командировке в Арабской Республике Египет, где возглавлял группу ученых, которые занимались научной работой и подготовкой специалистов высшей квалификации в Атомном центре.
Уже тяжело больной А. К. Вальтер лично предложил ректору университета В. Ф. Лаврушину кандидатуру нового заведующего кафедрой — И. Залюбовского. 1965 года занимает должность заведующего кафедрой экспериментальной ядерной физики физико-технического факультета. Возглавив кафедру сделал её самой мощной в университете.
В 1966 году родилась дочь, Ольга.
В 1966 году защитил докторскую диссертацию, с 1967 — профессор.
С 1967 года первый проректор по научной работе университета.
В 1967 г. сотрудниками кафедры под руководством И. И. Залюбовского было открыто явление радиоизлучения широких атмосферных ливней космических лучей. Цикл работ отмечен Государственной премией УССР в области науки и техники (1971).
В 1968 участвовал в научных исследованиях и читал лекции в Резерфордовской лаборатории в Англии.
За цикл работ «Определение структуры атомных ядер с помощью магнитных моментов выстроенных атомов» в 1983 учёный был отмечен премией АН СССР имени К. Д. Синельникова, а в 1999 удостоен Государственной премии Украины в области науки и техники.
Избран членом-корреспондентом АН УССР 15 января 1988 года.
Илья Иванович преподает в Харьковском национальном университете имени В. Н. Каразина, а также читает лекции по приглашению университетов других стран.
В 1993 году И. Залюбовский и А. Вальтер (последний посмертно) были удостоены Государственной премии Украины в области науки и техники за учебник «Ядерная физика» (четвертое издание) .
Почетный гражданин г. Харькова (2006).

## Научная деятельность
Первый цикл научных работ Залюбовского связан с исследованием процессов взаимодействия ускоренных частиц с атомными ядрами.
После серии экспериментов под его руководством, был открыт эффект радиоизлучения широких атмосферных ливней космических лучей (1967), а также подробно исследован механизм его возникновения. Эту работу отметили Государственной премией УССР в области науки и техники (1971).
Илье Ивановичу, одному из первых в мире удалось решить задачу относительно измерения статистических электромагнитных моментов атомных ядер. Эти работы, которые в 1983 г. были отмечены премией НАН Украины им. К. Д. Синельникова, находят дальнейшее развитие на современных ускорителях.
Под его руководством в университете создана мощная экспериментальная база для решения фундаментальных задач радиационной физики твердого тела, радиационного материаловедения, биофизики и медицины, радиационных испытаний и разработки новых технологий.
На основе его лекций написаны учебники «Ядерная физика» (четыре издания), «Ядерная спектроскопия»
(1980).
Под руководством Ильи Ивановича создана мощная экспериментальная база для решения фундаментальных задач радиационной физики твердого тела, радиационного материаловедения, биофизики и медицинской физики, радиационных испытаний и технологий, а также микроанализа вещества. При комплексных экспериментальных исследованиях процессов взаимодействия излучения различного происхождения и энергии с веществами и материалами выявлены новые закономерности и эффекты, связанные с радиационным воздействием на физические свойства металлов, сплавов, полупроводниковых и полимерных материалов и биологических объектов.
Благодаря И. Залюбовскому усовершенствована организация научных исследований. Созданы структурные подразделения, которые возглавляют высококвалифицированные специалисты, продолжают начатые исследования в сотрудничестве с учреждениями НАН и Национального космического агентства Украины, а также с ведущими научными ядерно-физическими центрами других стран. В рамках международного сотрудничества исследуется структура экзотических атомных ядер, разработанных совместно с Институтом ядерных исследований РАН экспериментальных установках исследуется природа нейтрино, успешно проходит испытания на российском спутнике уникальный телескоп энергичных заряженных частиц (проект «КОРОНАС-ФОТОН»).
Среди опубликованных. И. Залюбовським научных работ, общее количество которых превышает 400, 5 монографий, учебник «Ядерная физика» и единственное на Украине учебное пособие «Ядерная спектроскопия» для студентов университетов.
И. Залюбовскому принадлежит значительная заслуга в организации и дальнейшем развитии физико-технического факультета. Среди учеников И. И. Залюбовского 8 докторов и около 40 кандидатов наук.
Илья Иванович является председателем экспертного совета естественных наук при Министерстве образования и науки Украины, был членом комитета по Государственным премиям Украины в области науки и техники. Член научного совета НАН Украины по ядерной физике и физике высоких энергий. Много лет был полномочным представителем правительства Украины в Объединенном институте ядерных исследований (г. Дубна, Россия).
Главный редактор журналов «Ядра, частицы, поля», «Физическая инженерия поверхности», член редколлегии «Украинского физического журнала».

## Награды
Награждён двумя орденами Трудового Красного Знамени (1976, 1986), является полным кавалером ордена «За заслуги» III, II и I степеней.
Цикл работ по комплексному исследованию атомных ядер и процессов взаимодействия частиц, ядер и излучения различной энергии с веществом в 1994 году был отмечен премией имени Ярослава Мудрого.